# Якшич, Милован
Ми́лован Я́кшич (сербохорв. Mилован Jaкшић / Milovan Jakšić; 21 сентября 1909, Колашин, Княжество Черногория — 25 декабря 1953, Александрия, Египет) — югославский черногорский футболист, вратарь, участник чемпионата мира 1930 года. За великолепную игру на турнире получил широкую известность и прозвище «El Gran Milovan» (Великий Милован).

## Карьера

### Клубная
Милован Якшич провёл большую часть своей карьеры в белградском клубе «БАСК». В сезоне 1934—1935 гг. он несколько месяцев играл за пражскую «Славию», а заканчивал карьеру в клубе «Любляна».

### В сборной
За сборную Якшич сыграл 9 матчей, дебютировав 13 апреля 1930 в товарищеском матче против сборной Болгарии в Белграде (югославы одержали победу — 6:1) и закончив выступления за сборную товарищеским матчем со сборной Чехословакии в Праге в сентябре 1934. В промежутке между этими играми он принял участие в первом чемпионате мира по футболу, дойдя с командой до полуфинала. На этом турнире Якшич проявил себя как высококлассный голкипер с хорошей реакцией и прыгучестью. Уверенная и надёжная игра Якшича, во многом обеспечившая югославам победу в первой игре над бразильцами и выход в полуфинал, была высоко оценена уругвайскими зрителями, от которых он получил прозвище «El Gran Milovan» (Великий Милован).
| Матчи и пропущенные голы Милована Якшича за сборную Югославии | Матчи и пропущенные голы Милована Якшича за сборную Югославии | Матчи и пропущенные голы Милована Якшича за сборную Югославии | Матчи и пропущенные голы Милована Якшича за сборную Югославии | Матчи и пропущенные голы Милована Якшича за сборную Югославии | Матчи и пропущенные голы Милована Якшича за сборную Югославии | Матчи и пропущенные голы Милована Якшича за сборную Югославии |
| ------------------------------------------------------------- | ------------------------------------------------------------- | ------------------------------------------------------------- | ------------------------------------------------------------- | ------------------------------------------------------------- | ------------------------------------------------------------- | ------------------------------------------------------------- |
| №                                                             | Дата                                                          | Место проведения                                              | Соперник                                                      | Счёт                                                          | Голы                                                          | Турнир                                                        |
| 1                                                             | 13 апреля 1930                                                | Белград, Югославия                                            | Болгария                                                      | 6:1                                                           | 1                                                             | Товарищеский матч                                             |
| 2                                                             | 15 июня 1930                                                  | София, Болгария                                               | Болгария                                                      | 2:2                                                           | 2                                                             | Товарищеский матч                                             |
| 3                                                             | 14 июля 1930                                                  | Монтевидео, Уругвай                                           | Бразилия                                                      | 2:1                                                           | 1                                                             | Чемпионат мира 1930                                           |
| 4                                                             | 17 июля 1930                                                  | Монтевидео, Уругвай                                           | Боливия                                                       | 4:0                                                           | -                                                             | Чемпионат мира 1930                                           |
| 5                                                             | 27 июля 1930                                                  | Монтевидео, Уругвай                                           | Уругвай                                                       | 1:6                                                           | 6                                                             | Чемпионат мира 1930                                           |
| 6                                                             | 3 августа 1930                                                | Буэнос-Айрес, Аргентина                                       | Аргентина                                                     | 1:3                                                           | 3                                                             | Товарищеский матч                                             |
| 7                                                             | 10 сентября 1933                                              | Варшава, Польша                                               | Польша                                                        | 3:4                                                           | 4                                                             | Товарищеский матч                                             |
| 8                                                             | 26 августа 1934                                               | Белград, Югославия                                            | Польша                                                        | 4:1                                                           | 1                                                             | Товарищеский матч                                             |
| 9                                                             | 2 сентября 1934                                               | Прага, Чехословакия                                           | Чехословакия                                                  | 1:3                                                           | 3                                                             | Товарищеский матч                                             |

Итого: 9 матчей / 21 пропущенный гол; 4 победы, 1 ничья, 4 поражения.
После завершения футбольной карьеры Якшич не ушёл из спорта. Сначала он стал президентом федерации футбольных тренеров Югославии (в период с 1950 по 1953 гг.), а позже — техническим директором «Црвены Звезды».
В 1953 году во время поездки в Александрию Якшич внезапно скончался от сердечного приступа.